# Walka o przetrwanie
Walka o przetrwanie (znany również jako Polowanie na człowieka, ang. Prey, 1998) – amerykański serial telewizyjny, emitowany w USA w okresie od stycznia do lipca 1998 roku. Od lata 1999 wyświetlany także w Polsce. Serial nie odniósł jednak sukcesu i został przerwany po nakręceniu trzynastu odcinków.

## Fabuła
Antropolog Sloan Parker odkrywa, że na Ziemi równolegle z ludźmi rozwija się rasa bardzo podobna, której zadaniem jest zniszczyć Ziemian i opanować planetę.

## Obsada
- Debra Messing jako doktor Sloan Parker
- Adam Storke jako Tom Daniels
- Larry Drake jako doktor Walter Attwood
- Frankie Faison jako Ray Peterson
- Vincent Ventresca jako doktor Ed Tate
- James Morrison jako Lewis

i inni

## Lista odcinków
- Existence
- Discovery
- Pursuit
- Oriigins
- Revelations
- Infiltrations
- Transformations
- Veil
- Collaboration
- Sleeper
- Vengeance
- Progeny
- Deliverance (1)